# Капп, Виллем Хансович
Виллем Хансович Капп (эст. Villem Kapp; 7 сентября 1913, Сууре-Яани, Феллинский уезд, Лифляндская губерния, Российская империя (ныне Вильяндиского уезда Эстонии) — 24 марта 1964, Таллин) — эстонский и советский композитор, музыкальный педагог, органист. Заслуженный артист Эстонской ССР (1955). Народный артист Эстонской ССР (1963). Лауреат Государственной премии Эстонской ССР (1950).

## Биография

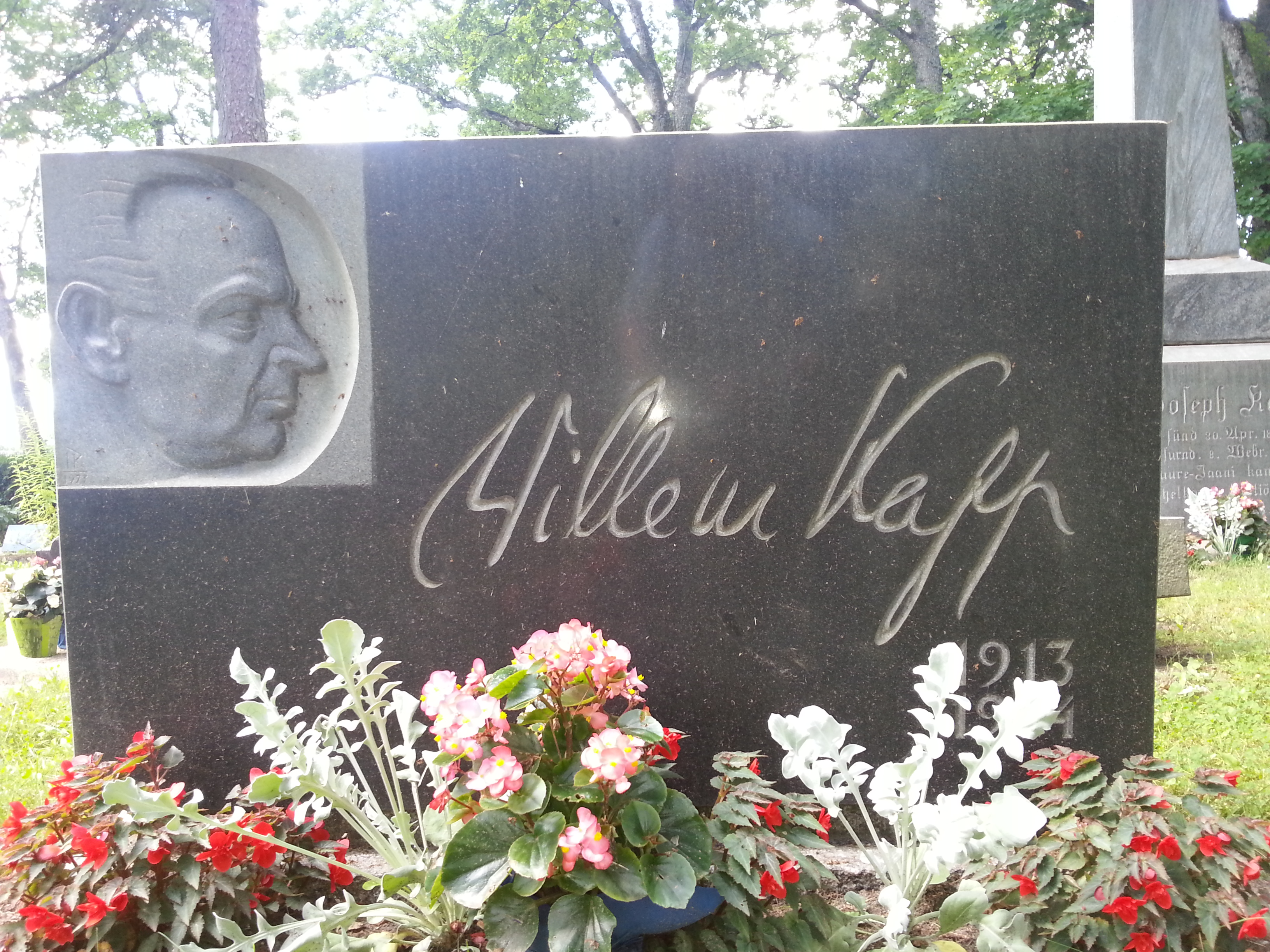
Памятник на могиле В. Каппа в Сууре-Яани

Сын хорового дирижёра Ханса Каппа. Первым учителем музыки в 1935—1938 годах был его родной дядя Артур Капп.
В 1938 году окончил Таллиннскую консерваторию по классу органа А. Топмана, в 1944 г. — по классу композиции X. Эллера.
В 1944—1951 годах был преподавателем музыкального училища в Таллине, в 1944—1964 годах — Таллиннской консерватории (с 1956 года — доцент, с 1957 года — заведующий кафедрой композиции).
Одновременно оставался активным хоровым дирижёром и органистом. Был членом правления Союза композиторов Эстонии.
Среди его учеников были Л. Веэво, Ю. Винтер, Г. Отс, В. Тормис.
Автор произведений различных музыкальных жанров. Большую популярность приобрела его хоровая музыка.

## Избранные музыкальные сочинения
- опера «Лембиту» (Таллин, 1961);
- кантаты — «Приветствие» (сл. Р. Парве, 1949), «Весна» (1963), вокально-симфоническая поэма «Северное побережье» (1958); ;Для симфонического оркестра
- 3 пьесы (1944), симфонии: I (1946), II (1954, 2-я ред. 1956), поэма «За мир!» (1951);

Для струнного оркестра
- «Элегия» (1941);

Для духового оркестра
- «Приветствие», «Народный танец» (1953);

Для оркестра эстрадных и народных инструментов
- «Народная мелодия» (1953);

Для духовых инструментов
- Квинтет (1957);

Фортепианное трио (1941);
Для скрипки и фортепиано
- Канцонетта (1941);

Для виолончели и фортепиано
- Ноктюрн (1943);

Для фортепиано
- Три пьесы (1937), Соната (1942);

Для хора
- песни (более 50), в том числе «Мужская песенка» (1932), «Молот» (1935), «Приди и прощайся» (1935), «Новые глаза» (1945), «Песня рыбака» (1945), «На пути Октября» (сл. В. Канника, 1947), «Октябрь» (сл. Ю. Смуула, 1947), «Привет Москве» (сл. Д. Вааранди, 1950), «В пионерском лагере» (сл. А. Отто, 1948), «Новогодняя песня» (сл. Р. Парве, 1948), «Наш колхоз» (сл. П. Руммо, 1948), «На морском просторе» (сл. П. Руммо, 1948), «Чайка» (сл. Д. Вааранди, 1951), «Лес» (сл. Ю. Лийва, 1955); ;Для голоса и фортепиано
- романсы и песни, в том числе цикл «Счастливый день» (слова эстонских поэтов, 1952), песни «Следы в песке» (1935), «К туче» (1936), «Краса» (1944);

музыка к драматическим спектаклям.

## Память
В Сууре-Яани создан мемориальный музей композиторов Артура и Виллема Каппов. В их честь каждый год в городе проводятся музыкальные фестивали.